# Wanda Jackson
Wanda Lavonne Jackson (20 de Outubro de 1937)  é uma cantora, compositora, pianista e guitarrista norte-americana, que fez muito sucesso em meados dos anos 50 e 60 como uma das primeiras cantoras de rockabilly e uma das pioneiras do rock and roll. Ela é conhecida por muitos como a "Rainha ou "Primeira dama do rockabilly".
Jackson misturou country com rockabilly de movimento rápido, muitas vezes gravando-os em lados opostos de um disco. Conforme o rockabilly declinou em popularidade na década de 1960, ela se mudou para uma carreira de sucesso na música country mainstream com uma série de sucessos entre 1961 e 1973, incluindo "Right or Wrong", "Tears Will Be the Chaser for Your Wine", "A Woman Lives for Love "e" Fancy Satin Pillows ".
Ela teve um ressurgimento em popularidade na década de 1980 entre os revivalistas do rockabilly na Europa e os fãs mais jovens de Americana. Em 2009, ela foi introduzida no Hall da Fama do Rock and Roll na categoria Early Influence (Primeiras influências).
Em 27 de março de 2019, Jackson anunciou sua aposentadoria das apresentações porém ainda está em atividade com gravações em estúcio.

## Biografia

### Juventude
Jackson foi a única filha dos pais Tom e Nellie Jackson em Maud, Oklahoma. Seu pai trabalhou em vários empregos, incluindo um frentista de posto de gasolina e motorista de caminhão de entrega. Ele também tocou em uma banda local ao lado de seu irmão.  Por causa das oportunidades limitadas, a família mudou-se para Los Angeles, Califórnia em 1941. Jackson costumava cantar ao lado de seus pais em casa. Com medo da segurança da filha em quartos separados, Nellie Jackson costumava fazer sua filha cantar enquanto ela estava fora de vista para garantir que sua filha fosse contada. Em Los Angeles, Jackson foi apresentado à música swing ocidental. Ela gostava de ouvir música de artistas populares do oeste como Bob Wills e Rose Maddox. Aos seis anos, seu pai apresentou Jackson ao violão. Ela também teve aulas de violão e logo se tornou hábil o suficiente para tocá-lo ao lado de seu pai.
Na adolecência, Jackson frequentou a Capitol Hill High School em Oklahoma City  e continuou seu programa de rádio. Ela também namorou outro estudante, Leonard Sipes, que mais tarde iria pelo nome de Tommy Collins. Em 1952, Jackson foi ouvido no ar pelo cantor country e residente local, Hank Thompson .  O cantor convidou Jackson para se apresentar com ele no Trianon Ballroom em Oklahoma City. No show de Thompson, Jackson cantou "Blue Yodel No. 6" com sua banda Brazos Valley Boys. A apresentação levou a um show regular cantando ao lado da banda country de Merl Lindsay. Jackson estava sempre se apresentando e às vezes negligenciava sua vida social. “[Wanda] nunca tinha tempo para encontros, nada disso. Apenas aquele violão - era tudo o que ela pensava”, lembrou um amigo do colégio.

### Carreira

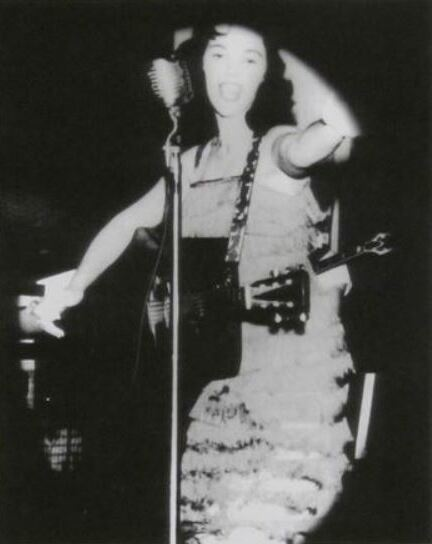
Wanda Jackson em 1958.

Jackson também continuou trabalhando com Hank Thompson. Em 1953, ela apareceu com ele regularmente em seu programa de televisão local e em um programa semelhante por 30 minutos apresentado pela KPLR. Thompson também gravou Jackson em várias gravações de demonstração na esperança de que fossem ouvidos por grandes gravadoras. Thompson também estava tentando conseguir seu membro da banda, Billy Gray, um contrato de gravação e fez com que a dupla cantasse vários duetos.  Jackson deveria ter assinado contrato com a gravadora de Thompson, Capitol Records , mas foi rejeitado pelo produtor Ken Nelson. "Garotas não vendem discos!" ele disse a Thompson. Em seu livro, Jackson se lembra de ter ouvido a declaração de Nelson: "Reconheço que Ken não estava sendo sexista, tanto quanto estava pensando em negócios. Mas ainda assim me deu um empurrãozinho para provar que ele estava errado!".
Thompson contatou Paul Cohen da Decca Records, que estava interessado em contratar Jackson e Billy Gray.  Em 1954, enquanto ainda estava no colegial, Jackson assinou com a gravadora. Em março de 1954, a família Jackson viajou para Hollywood, Califórnia, onde gravou suas primeiras sessões Decca com o apoio da banda de Thompson. Ela gravou vários lados solo, junto com o dueto de Billy Gray, " You Can't Have My Love" .Jackson não gostou da música, mas Thompson a encorajou a gravar a faixa e ela acabou sucumbindo.  Foi logo lançado como o single de estreia de Jackson na Decca e se tornou um grande sucesso, subindo para o oitavo lugar na Billboard Gráfico Hot Country e Western Sides .  Após o incentivo da Decca, Jackson e Gray gravaram um segundo dueto, intitulado "If You Don't Somebody Else Will". Lançada como single, a canção não foi um sucesso comercial devido a uma versão concorrente de Jimmy & Johnny que chegou às paradas.

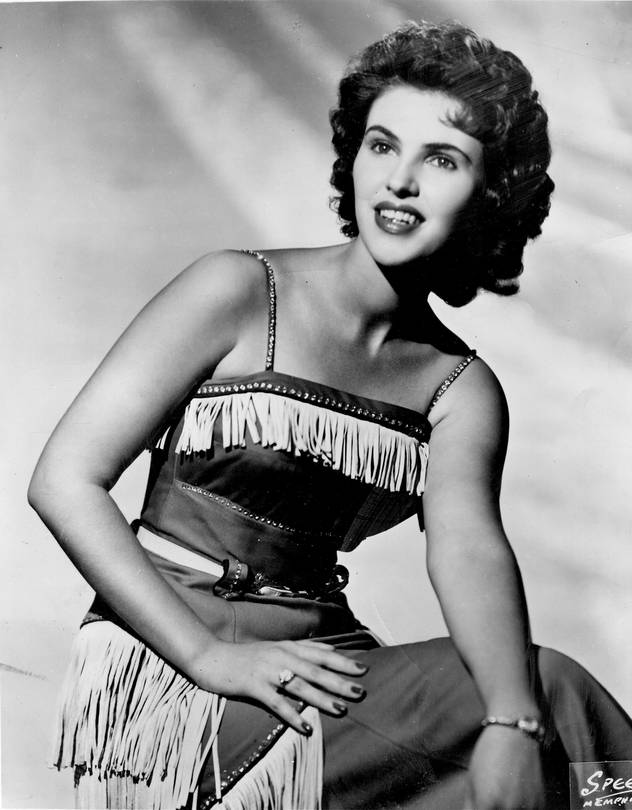
Wanda Jackson

Em vez de sair em turnê, Jackson decidiu terminar o colégio e começou seu último ano no outono de 1954. Ela fazia parte da banda de sua escola e atuou no musical da escola, Anything Goes. Em março de 1955, ela voltou ao estúdio de gravação, desta vez trabalhando com Paul Cohen no estúdio Decca em Nashville, Tennessee . Jackson também fez sua primeira apresentação no Grand Ole Opry enquanto estava na cidade.  Para a apresentação, sua mãe fez um vestido com alças finas e um decote em coração . No entanto, Ernest Tubb(o apresentador do programa naquela noite) informou a Jackson que era inaceitável para ela usar a roupa e, em vez disso, ela o cobriu com uma jaqueta com franjas. Além disso, Jackson se lembra de ter ouvido outros membros do Opry fazendo comentários negativos sobre ela enquanto ela estava no palco.  "Eu decidi naquela noite que a cena do Grand Ole Opry não era para mim", ela contou.
Em 1955, Jackson se formou na Capitol Hill High School em Oklahoma City e começou a fazer turnês. O pai de Jackson deixou o emprego para se tornar seu empresário em tempo integral e contratou Bob Neal para agendar seus compromissos. As primeiras datas de concerto de Jackson incluíam o artista promissor Elvis Presley .  Juntos, a dupla trabalhou em vários shows ao lado de vários outros artistas de países nos Estados Unidos naquele ano. O pai de Jackson a acompanhava durante os shows e a levava de um encontro para o outro.  Presley também a encorajou a tocar rock and roll . Ele tocou vários discos de R&B para ela e a informou sobre a popularidade crescente do rock. Jackson também se juntou ao elenco do Jubileu de Ozark em 1955.

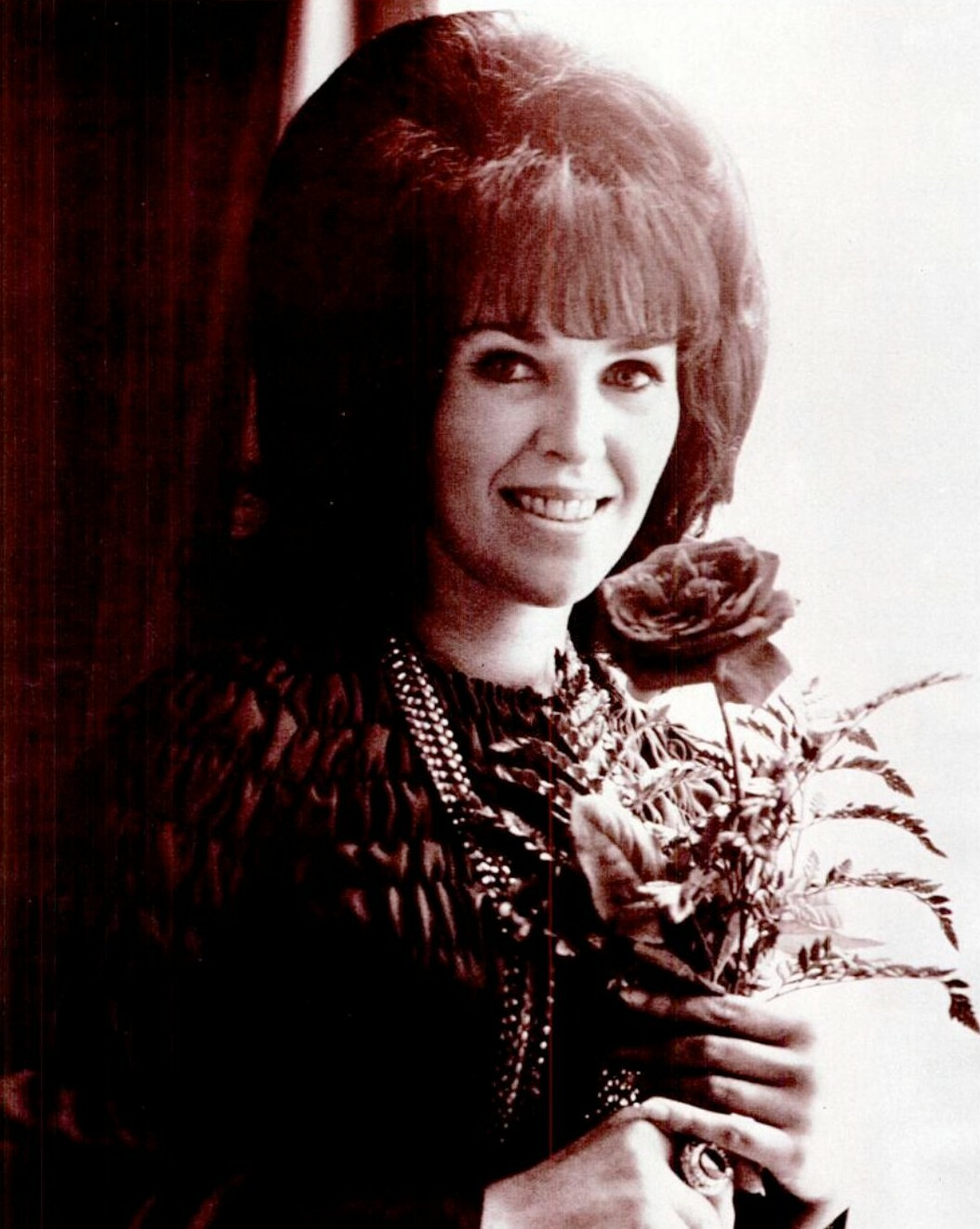
Wanda Jackson

Em 1956, a Decca Records liberou Jackson de seu contrato. Com a ajuda de Hank Thompson,  ela garantiu um novo contrato com a Capitol Records no mesmo ano.  Em sua primeira sessão de gravação no Capitol, Jackson gravou duas canções country e uma seleção de rock and roll. Uma música, "I Gotta Know", incorporou elementos de country e rock. Segundo Jackson, a mistura de rock da música permitiu que ela conhecesse o gênero.  Lançado como single em 1956, "I Gotta Know" se tornou o segundo lançamento comercial de Jackson, alcançando a 15ª posição na Billboard country e western side chart. Jackson continuou gravando rock and roll sob seu contrato com a Capitol e recebeu permissão total do produtor Ken Nelson. Jackson também compôs várias de suas gravações no Capitol, incluindo "Baby Loves Him", "Cool Love" e "Mean Mean Man". Ela continuou gravando música country também, muitas vezes colocando cada estilo em cada lado de um único lançamento.
Em 1957, Jackson começou a trabalhar com um novo agente, que organizou várias turnês em 1957 e 1958. Outros artistas incluíram Johnny Cash , Jerry Lee Lewis e Carl Perkins. Com seu novo empresário, Jackson estava ganhando mais dinheiro, às vezes até $ 500 por show. Enquanto isso, seus singles posteriores não tiveram sucesso nos Estados Unidos. De acordo com Jackson, a Capitol não tinha certeza de como comercializá-la. "A Capitol ainda estava tentando descobrir o que fazer comigo, mas eles mantiveram a fé de que eu poderia ter um forte potencial no mercado adolescente", ela lembrou em 2017. Para promover seu material, a gravadora escolheu lançar o homônimo de Jackson álbum de estreiaem 1958. O álbum misturou seleções de rock e country.  Incluídas estavam suas versões das canções de rock " Money Honey " e " Long Tall Sally ". Também foram incluídas as canções country "Heartbreak Ahead" e " Making Believe ".  Produzido por Ken Nelson, foi lançado na Capitol em julho de 1958 com seis faixas de cada lado do disco.

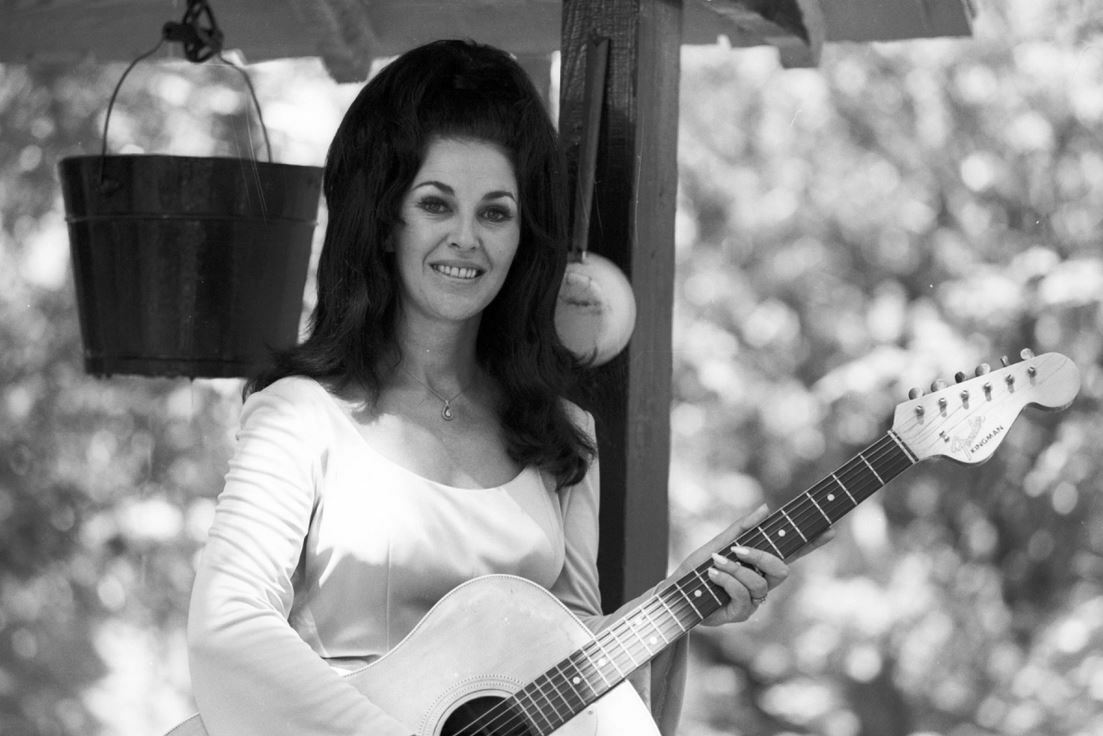
Wanda Jackson em 1975.

No início dos anos 1960, o rock and roll começou a diminuir à medida que a invasão britânica crescia em popularidade.  Sentindo pressão da Capitol, Ken Nelson se encontrou com Jackson para discutir em qual gênero ela deveria ser comercializada. Como ela teve seu maior sucesso comercial com a música country, decidiu-se finalmente investir Jackson lá. “Eu queria gravar tudo o que eu quisesse gravar, mas também entendi que a Capitol Records havia feito um investimento em mim”, ela lembrou.
No início dos anos 1970, Jackson e seu marido tornaram -se cristãos nascidos de novo. A mudança em sua vida pessoal levou Jackson a se concentrar mais na música gospel. "Wendell e eu sentimos que Deus estava nos chamando para parar de trabalhar em boates e bares a fim de nos dedicarmos ao ministério", escreveu ela.  O marido de Jackson começou a retirar seus shows do circuito de clubes noturnos de música country (que respondia por oitenta por cento de sua renda).  Ela também começou a dar seu testemunho no palco e fez vários reavivamentos em tendas.  Em 1972, a Capitol lançou seu primeiro projeto de estúdio Gospel chamado Praise the Lord. O LP apresentava harmonias vocais de The Oak Ridge Boys e incluía a primeira faixa escrita por Jackson.  O álbum foi bem recebido pela revista Billboard , que o chamou de "um belo álbum espiritual".
Em meados da década de 1980, o Rock and Roll e o Rockabilly reviveu na Europa. Asgravações de Jackson no Capitol rock receberam o interesse dos fãs europeus e ela logo foi procurada por promotores estrangeiros. Jackson e seu marido viram a oportunidade como uma mensagem de Deus. “Wendell e eu percebemos que Deus iria usar nosso testemunho em lugares que precisavam”, ela explicou.  Em 1984, seu marido recebeu um telefonema do empresário sueco, Harry Holmes, que estava interessado em gravá-la. Jackson então viajou para a Escandinávia para gravar seu primeiro álbum de material de rock em duas décadas.

Na década de 1990, Jackson foi informado do ressurgimento do Rockabilly nos Estados Unidos pela artista country Rosie Flores . Os dois visitaram a casa de Jackson, onde Flores tocou vários discos de rockabilly e a informou sobre a crescente base de fãs americanos. Uma amizade desenvolvida entre os dois artistas  e Jackson apareceu mais tarde no álbum de Flores Rockabilly Filly (1995).  Após o lançamento do álbum, a dupla embarcou em uma turnê norte-americana de cinco semanas. Jackson ficou surpreso ao descobrir que seu público era jovem e os locais às vezes eram desconfortáveis: "Foi uma espécie de abrir os olhos. Mesmo que os quartos fossem um pouco assustadores, o público não poderia ter sido mais doce", afirmou ela.
Jackson continuou com uma agenda de turnês ocupada no final dos anos 2000. Isso incluiu várias apresentações em Londres, Inglaterra  e um show popular em Santa Bárbara, Califórnia. Ela também colaborou com Jerry Lee Lewis e Linda Gail Lewis para apresentações no Fórum de Londres durante este tempo.

## Reconhecimento e Legado

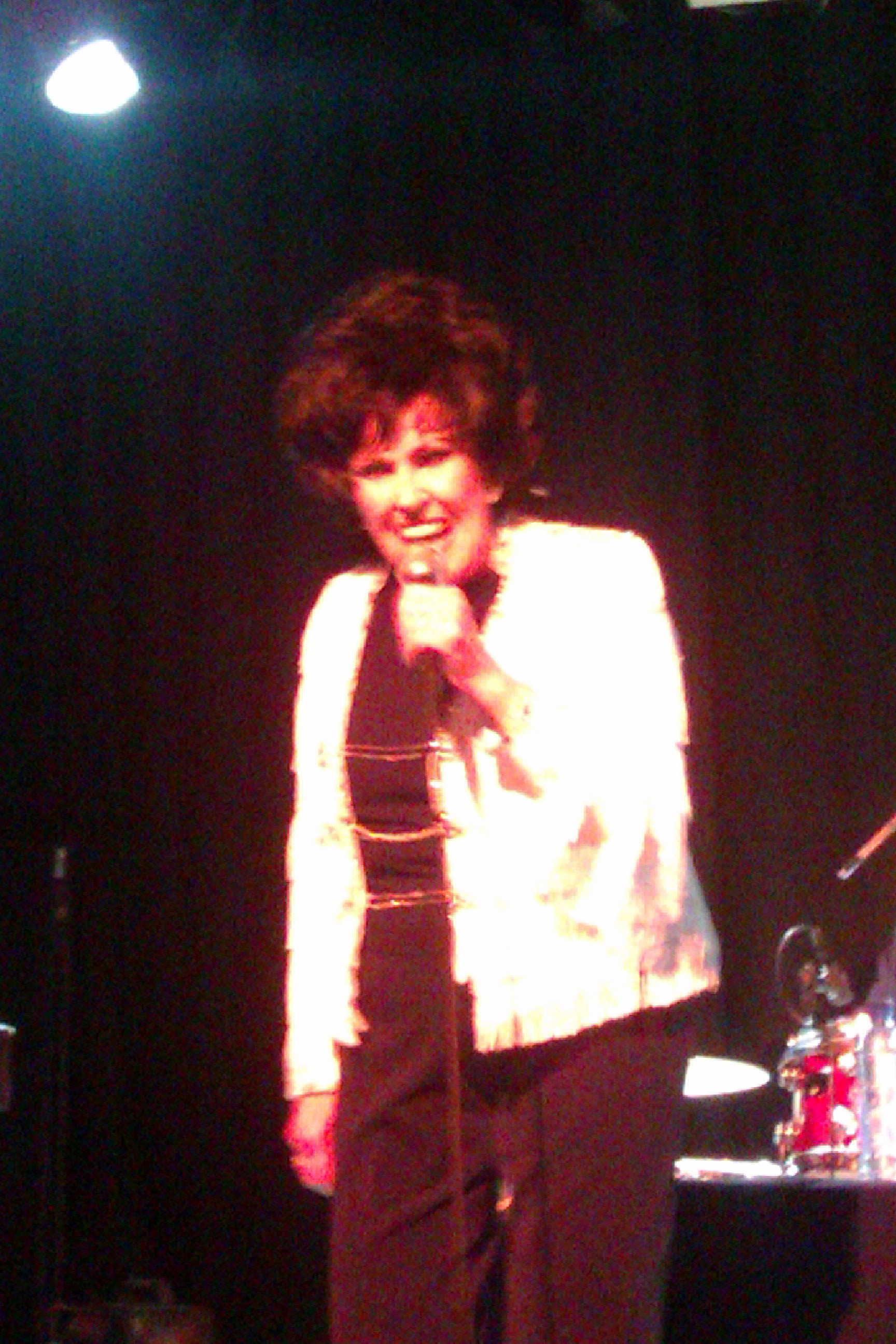
Wanda Jackson nos anos 2000.

Jackson recebeu duas indicações para o Grammy Awards . Seu álbum de 1964, Two Sides of Wanda , foi indicado para Melhor Performance Vocal Feminina Country , mas não ganhou. Em 1970, "A Woman Lives for Love" foi indicada para o mesmo prêmio, mas também não ganhou. O trabalho de Jackson não obteve muito reconhecimento até várias décadas depois, quando ela recebeu o Prêmio Fellowship do National Endowment for the Arts . Ela se tornou a primeira cantora country e rock a receber o prêmio.
Durante este período, vários músicos de rock começaram a defender a indução de Jackson ao Rock and Roll Hall of Fame . Em 2005, Elvis Costello escreveu uma carta à organização explicando por que ela deveria ser empossada. Cyndi Lauper e Bruce Springsteen também defenderam ela. Em 2005, ela foi indicada pela organização, mas não foi eleita.  Em 2009, Jackson foi oficialmente introduzido no Rock and Roll Hall of Fame na categoria "Early Influence". Ela foi apresentada com a indução pela cantora e compositora Rosanne Cash.
Desde então, ela recebeu mais induções no hall da fama. Ela também foi introduzida no Rockabilly Hall of Fame ,  no Iowa Rock and Roll Hall of Fame,  no Oklahoma Hall of Fame  e no Oklahoma Country Music Hall of Fame. Em um nível internacional, ela foi introduzida no International Gospel Hall of Fame  e no German Country Music Hall of Fame.
Jackson recebeu honras adicionais. Em 2009, Oklahoma City nomeou um beco para ela no distrito de entretenimento de Bricktown.  A cidade natal de Jackson, Maud, também deu o nome dela a uma de suas ruas. Em 2010, ela e John Mellencamp receberam o prêmio Lifetime Achievement do Americana Music Honors. Em 2016, ela recebeu o prêmio "Founder of the Sound" no Ameripolitan Music Awards.
Em 2002, ela foi incluída no especial televisionado da CMT "40 Great Women in Country Music".  Em 2006, a Alfred Publishing reconheceu sua influência sobre os jovens músicos ao publicar O Melhor de Wanda Jackson: Vamos ter uma festa, um cancioneiro com música e letras de treze canções associadas a Jackson.  Em 2008, o Smithsonian Channel lançou um documentário focado na carreira de Jackson intitulado The Sweet Lady with the Nasty Voice. Em 2019, Ken Burns traçou o perfil dela em seu documentário para a televisão intitulado Country Music.

## Vida Pessoal

### Relacionamentos e Família
Depois que Jackson passou um tempo em turnê com Elvis Presley, o relacionamento dos dois se tornou romântico em 1955. Em sua autobiografia, ela explicou que Presley "ganhou meu coração quando eu estava apenas começando a entender o que realmente significava abraçar minha feminilidade e me expressar como uma jovem mulher." De acordo com Jackson, o relacionamento do par terminou em 1956 quando Presley começou a aparecer em filmes e o Coronel Tom Parker assumiu o controle de sua carreira.
Em 1961, Norma Jean aceitou uma oferta para se tornar um membro do elenco do The Porter Wagoner Show em Nashville e encerrou seu relacionamento com Goodman. Jackson e Goodman começaram a namorar logo após o rompimento. Em seu livro de 2017, ela lembrou que se apaixonou por ele antes do namoro: "Quando eles (Norma Jean e Goodman) entraram em casa pela primeira vez e eu vi Wendell, foi isso. Foi amor à primeira vista. " O casal se casou em 1961. O casal teve dois filhos juntos, Sua filha, Gina, nasceu em 1962 enquanto seu filho, Greg, nasceu em 1964.
Como o marido de Jackson viajou com ela, seus filhos foram mantidos em casa e criados por babás. Os pais de Jackson também mantinham os filhos nos fins de semana. "Eu sabia que não era uma infância normal para eles e sempre carreguei um pouco de culpa por isso", ela lembrou em 2017. Em 2017, Goodman morreu com 81 anos de idade.

### Espiritualidade
Em 1971, Jackson havia se tornado cada vez mais infeliz em sua vida profissional e pessoal. "Eu tinha tudo o que uma pessoa poderia precisar ou desejar. Mas ainda não conseguia me livrar daquela sensação enfadonha, mas persistente, de vazio interior", explicou ela mais tarde. Ela e o marido também desenvolveram um problema com o álcool. Seus problemas com a bebida levaram Goodman a se tornar física e verbalmente abusivo com Jackson. Ao retornar de um show, Jackson se lembrou de ir à igreja com sua família e ter uma experiência que mudou sua vida. "Depois que nos levantamos, tudo ficou diferente", afirmou ela em sua autobiografia. O casal encontrou consolo no Cristianismo e dedicou suas vidas pessoais à espiritualidade em 1971. Mais tarde, eles foram batizados e o casal explicou mais tarde que a fé salvou seu casamento.

### Problemas de Saúde
Jackson passou por uma série de problemas de saúde em seus anos de idade que limitaram sua mobilidade e esforços profissionais. Na década de 2010, ela desenvolveu pneumonia e ficou hospitalizada por uma semana. Uma substituição do joelho a levou a contrair MRSA . Durante o mesmo tempo, ela também sofreu várias quedas em sua casa em Oklahoma, o que causou danos em seu ombro. Em 2017, ela desenvolveu hemorragia interna, mas foi tratada por um hospital em Tijuana, México, que se concentrava em terapia nutricional e médica. Em 2018, ela sofreu um derrame, que acabou levando à sua aposentadoria. Segundo Jackson, o derrame a teria prejudicado mais se sua filha não a tivesse levado ao hospital a tempo. "Eu tive tanta sorte", disse ela ao The Independent em 2021.

## Discografia
- 1958 - Wanda Jackson
- 1961 - There's a Party Goin' On
- 1961 - Right or Wrong
- 1962 - Wandeful Wanda
- 1963 - Love Me Forever
- 1964 - Two Sides of Wanda

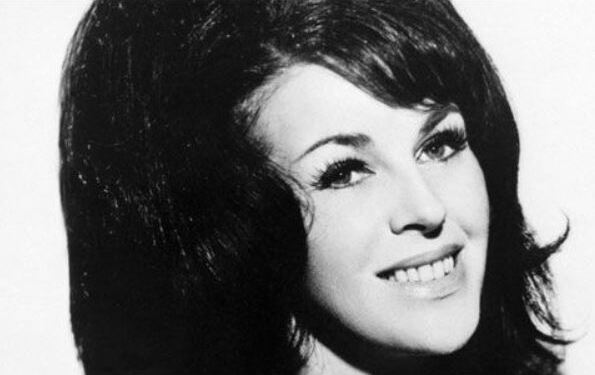
Wanda Jackson em 1971.

- 1965 - Blues in My HeartWanda Jackson em 2011.

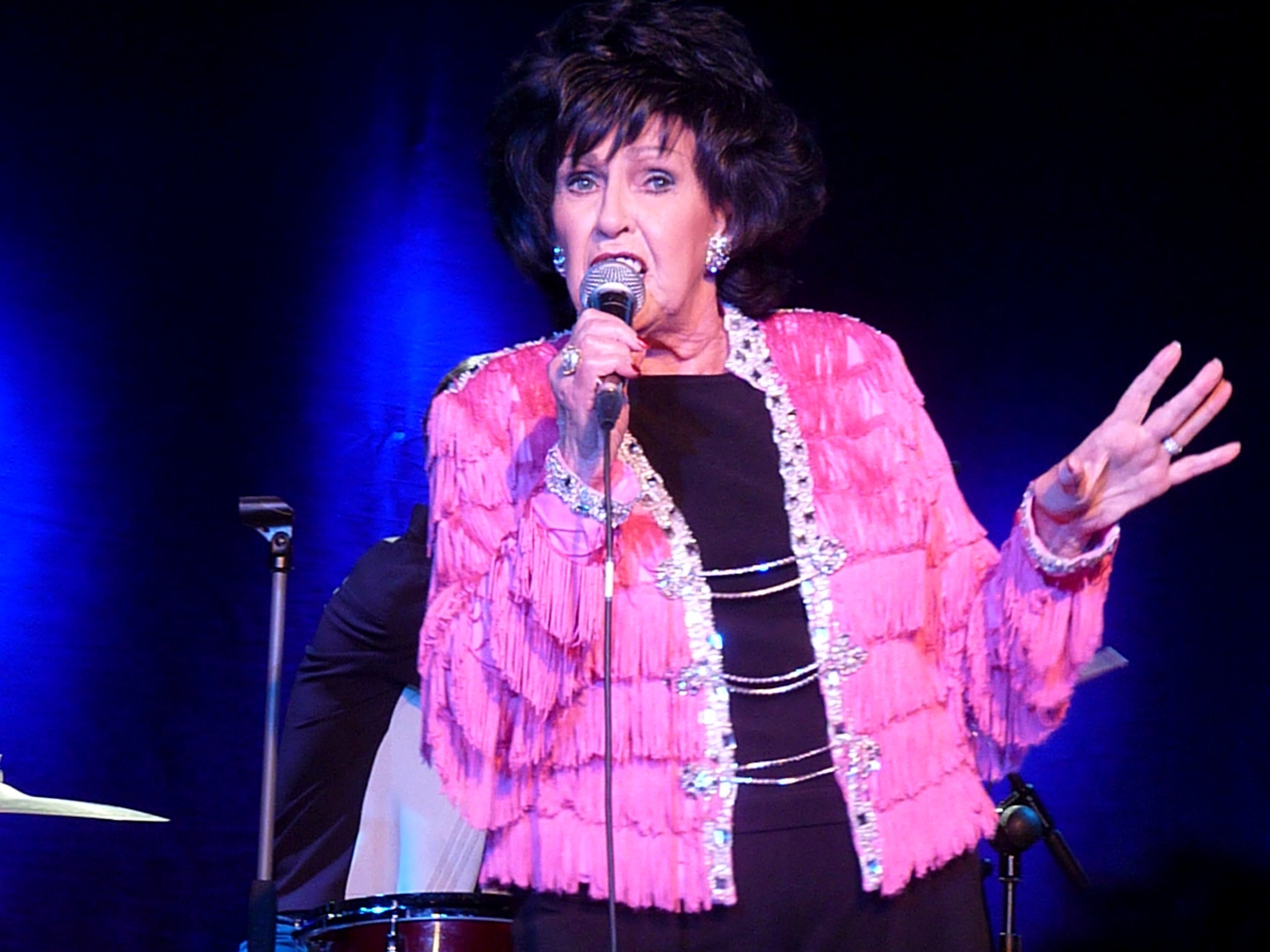
Wanda Jackson em 2011.

- 1965 - Wanda Jackson Sings Country Songs
- 1966 - Wanda Jackson Salutes the Country Music Hall of Fame
- 1967 - Reckless Love Affair
- 1967 - You'll Always Have My Love
- 1968 - Cream of the Cop
- 1968 - The Many Moods of Wanda Jackson
- 1969 - The Happy Side of Wanda
- 1970 - Wanda Jackson Country
- 1970 - Woman Lives for Life
- 1971 - I've Gotta Sing
- 1972 - Praise of Lord
- 1972 - I Wouldn't Want You Any Other Way
- 1973 - Country Gospel
- 1973 - Country Keepsakes
- 1974 - When It's Time to Fall in Love Again
- 1975 - Now I Have Everthing
- 1976 - Make Me Like a Child Again
- 1977 - Closer to Jesus
- 1980 - Good Times
- 1981 - Show Me The Way to Calvary
- 1982 - Let's Have a Party
- 1983 - My Kind of Gospel
- 1984 - Rockabilly Fever
- 1984 - Teach Me to Love
- 1987 - Let's Have a Party in Prague (com Karel Zich)
- 1988 - Classy Country
- 1988 - Encore
- 1989 - Don't Worry Be Happy
- 1991 - Goin' on With My Jesus
- 1992 - Rock & Roll-ra Hivlak! (com Dolly Roll)
- 1993 - Generations (of Gospel Music)
- 1995 - Let's Have a Party
- 1997 - The Queen of Rockabilly
- 2003 - Heart Trouble
- 2006 - I Remember Elvis
- 2011 - The Party Ain't Over
- 2012 - Unfinisheld Business
- 2021 - Encore

Wanda Jackson lançou exatos 44 álbuns de estúdio, lançando seu primeiro álbum em 1958, seu álbum mais recente foi lançado em 2021, em 2019 se aposentou das apresentações mas continua seu trabalho com gravações.

## Filmografia

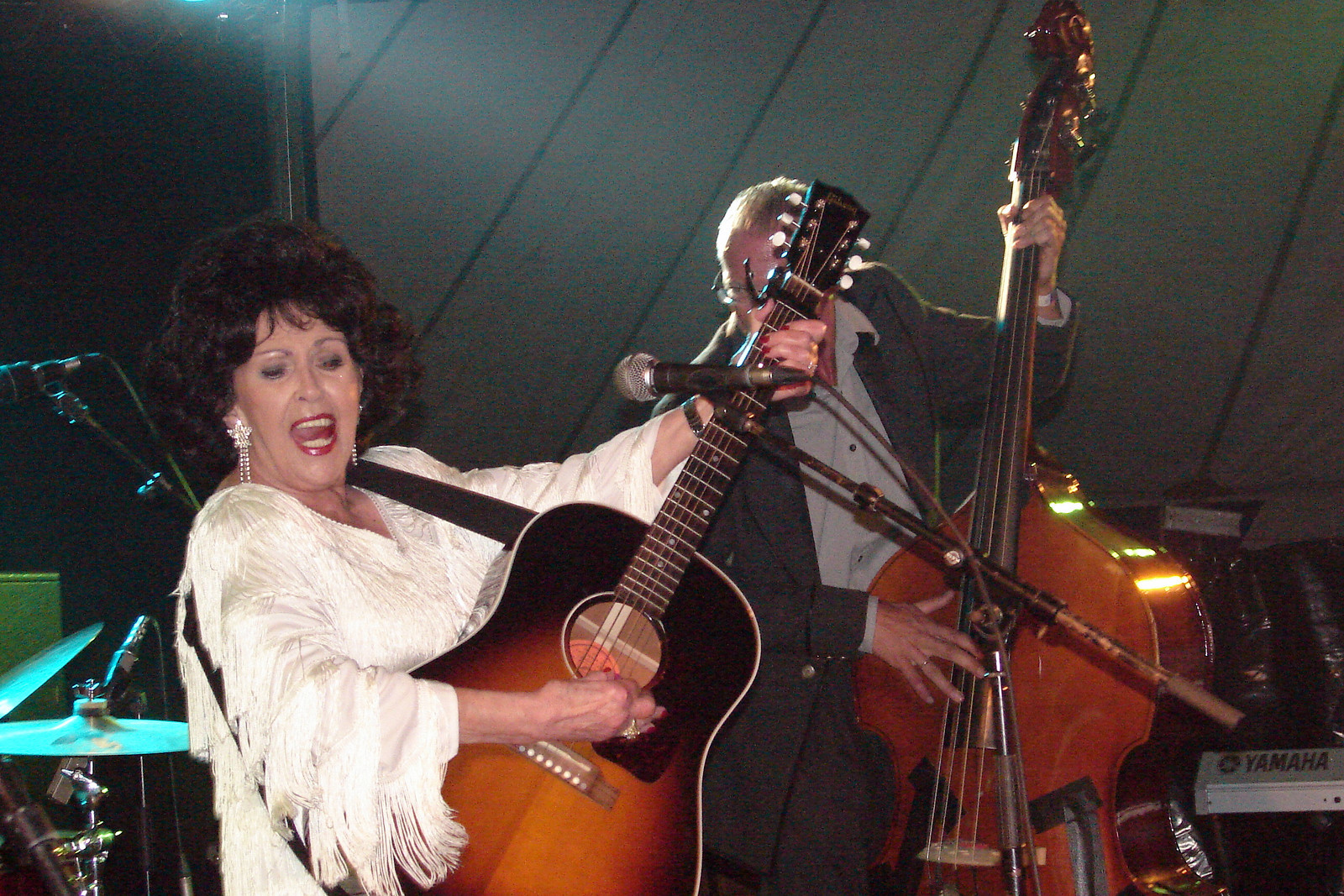
Wanda Jackson.

### Filmes e Programas de TV
- 1957 - American Bandstand
- 1965 - Music Village
- 2001 - Bem Vindo ao Clube: Mulheres do Rockabilly
- 2008 - Doce Senhora com Voz Desagradável
- 2011 - VH1 Divas Celebram o Soul
- 2017 - When Patsy Was... Crazy
- 2019 - Música Country[12]

## Livros
2017 - Toda noite é sábado: a jornada de uma country girl ao corredor da fama do rock & Roll (com Scott Bomar)